# La Arena, Veracruz
La Arena är en ort i Mexiko.   Den ligger i kommunen Minatitlán och delstaten Veracruz, i den sydöstra delen av landet, 500 km öster om huvudstaden Mexico City. La Arena ligger 13 meter över havet och antalet invånare är 191.
Terrängen runt La Arena är mycket platt. Runt La Arena är det ganska glesbefolkat, med 29 invånare per kvadratkilometer. Närmaste större samhälle är Minatitlán, 18,1 km norr om La Arena. Omgivningarna runt La Arena är en mosaik av jordbruksmark och naturlig växtlighet.